# Samanta Villar
Pour les articles homonymes, voir Villar (nom de famille).
Samanta Villar Fitó, née le 16 septembre 1975 à Barcelone,  est une journaliste espagnole catalane.
Elle étudie le journalisme à l'université autonome de Barcelone (troisième licence en mise en scène à l'université Raymond-Lulle) et l'art dramatique à l'atelier de Nancy Muñón. 
Elle commence sa carrière professionnelle en tant qu'assistante de réalisation de TV3.

## Programmes télévisés
- Journal télévisé, Viladecans Televisió, 1998
- Agenda cultural, Barcelona Televisió, 1999
- Journal télévisé, TVE Catalogne, 1999-2005
- España Directo, TVE 2005-2007
- Journal télévisé, canal 3/24 de Televisió de Catalunya. 2007- 2008
- 21 días, Cuatro, 2008-2010.
- Conexión Samanta, Cuatro (2010 - 2015).